# Герб Покровського
Герб Покро́вського — офіційний геральдичний символ селища Покровське, затверджений рішенням сесії Покровської селищної ради від 30 червня 2004 року. Герб є промовистим.
Автор — місцевий художник Анатолій Чорнобривець.

## Опис
У геральдичному щиті на синьому полі образ Покрови Пресвятої Богородиці у червоному вбранні над двома схрещеними козацькими шаблями. Золотий німб вінчає образ Богородиці.

## Символіка герба
У гербі використано історію виникнення селища та походження його назви. У XVI-XVII століттях вздовж річки Вовча, на якій стоїть селище, пролягав славнозвісний Муравський шлях, яким кримські татари і яничари користувалися для розбійницьких нападів на українські землі.
У XVII столітті місцевість де зараз розташований Покровський район входила до складу земель Запорізької Січі. Тут козаки будували свої зимівники. За переказами наприкінці XVII століття Іван Сірко — кошовий отаман Запорізької Січі зустрівся на Муравському шляху з великим загоном татар, розгромив його, взяв багатьох у полон, після чого повернувся на Січ. Ця подія відбулася в районі нинішнього селища, в день свята Покрови Пресвятої Богородиці. На честь цього свята та на честь перемоги Сірка слободу, засновану козаками, назвали Покровською.
Зображення на гербі Покрови Пресвятої Богородиці символізує захист та покровительство Богородиці. Перехрещені козацькі шаблі уособлюють перемогу козаків у легендарній сутичці та символізують волелюбство, мужність і непереможність.
Синій колір у колі герба символізує колір неба, безмежної віри, любові й надії.